# Angelo de Gubernatis

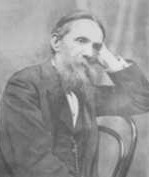
Angelo de Gubernatis

Angelo de Gubernatis (ur. 7 kwietnia 1840 w Turynie, zm. 26 lutego 1913 w Rzymie) – włoski hrabia, pisarz, poeta, lingwista, filolog i orientalista.

## Życiorys
Studiował na Uniwersytecie w Turynie filologię pod kierunkiem Michele Coppino, latynistykę pod kierunkiem Tommaso Vallauri i historię pod kierunkiem Ercole Ricotti, W miejscowym liceum w Chieri uczył jeszcze przed otrzymaniem dyplomu. Po otrzymaniu dyplomu otrzymał stypendium na Uniwersytecie Humboldta w Berlinie, gdzie rozpoczął studia filologiczne pod kierunkiem językoznawcy Franza Boppa oraz specjalisty od sanskrytu profesora Albrechta Webera. Ale wkrótce, bo w r. 1862 został profesorem sanskrytu na Uniwersytecie we Florencji, z której to posady ustąpił po poślubieniu kuzynki ideologa socjalizmu Michaiła Bakunina, którego zapatrywania czy to podzielał czy czuł się zobowiązany ich bronić. Podjął liczne podróże. Po powrocie do Florencji, został w r. 1867 ponownie mianowany na katedrę sanskrytu i językoznawstwa porównawczego, przez Michele Amariiego, ówczesnego ministra edukacji, a zarazem sławnego orientalistę. Z czasem rosła jego sława jako orientalisty, poety i językoznawcy. Od roku 1891 pracował na rzymskim Uniwersytecie La Sapienza.
Założył czasopisma:
- l’Italia litteraria (Literatura włoska), 1862
- la Rivista orientale (Przeglądu wschodni), 1867
- Civittà italiana, 1869
- Rivista europea (Przegląd europejski), 1869
- Bollettino italiano degli studii orientali (Włoski Biuletynu Studiów wschodnich), 1876
- la Revue internationale (Przegląd międzynarodowy), 1883

Wydał monumentalną, 23-tomową encyklopedię Storia universale della letteratura (Historia uniwersalna literatury), Mediolan, U. Hoepli, 1883-1885. W 1878 rozpoczął Dizionarie biografico degli scrittori contemporanei (Międzynarodowy Słownik biograficzny pisarzy współczesnych), wydany we Florencji, w dwóch tomach przez Ludwik Niccolai. W 1887, kierował pismem Giornale della socjeta asiatica (Przegląd społeczeństwa azjatyckiego).
Część jego zbioru artefaktów skolekcjonowanych podczas podróży do Indii znajduje się w Muzeum Antropologii we Florencji. Angelo de Gubernatis był nominowany do Nagrody Nobla w dziedzinie literatury.

## Twórczość

### Wybrane publikacje naukowe
- I primiventiinni del Rigveda (Pierwsze dwadzieścia [ksiąg] Rigwedy), tekst i przekład, Florencja, G. Polverini, 1864;
- La vita ed i miracoli del dio Indra nel Ridveda, Florencja, Tip. delle Muse, 1866;
- Studii sull’epopea indiana (Studia epopei hinduskich), Florencja, Turyn; Löscher, 1868;
- Fonti vediche dell’epopea (Źródło epopei wedyjskiej), Florencja, Tipografia Fodratti, 1867;
- Piccola enciclopedia indiana (Mała encyklopedia indyjska), Rzym, Turyn, Florencja; E. Loescher; Cellini, itd., 1867;
- Storia comparata degli usinuziali, Mediolan, E. Treves, 1869;
- Le Novelline di Santo Stefano precedute da una introduzione sulla parenteladelmito con la novellina, Turyn, A. F. Negro, 1869.
- Zoological mythology, or the legends of animals (Mitologia zwierzęca, albo Legendy zwierzęce), Londyn, Trubner, 2 tomy, 1872. Także tłumaczenie Paula Regnauda z angielskiego na francuski Mythologie Zoologique, ou Les Légendes animales, Paryż, A. Durand et Pedone-Lauriel, 2 tomy, 1874.
- La Mythologie des Plantes, ou Les Légendes du Règne Végétal (Mitologia roślin, albo Legendy Królestwa Roślin), C. Reinwald, Paryż, 2 tomy, 1878-1882.

### Utwory dramatyczne
Pierwsze sztuki teatralne napisał w wieku 17 lat. Jego literacka i poetycka twórczość obejmuje dramaty: 
- Gala,
- Don Rodrigo
- Werner, 1859
- La morte di Catone (Śmierć Katona), 1863
- Il reNala, trylogia, 1869-1870
- La Morte del Re Dasarata, 1870
- Maya, 1872, Maja – tłumaczenie na polski z lwowskiego Ruchu Literackiego z 1875 r.
- Romolo, 1873
- RomoloAugustolo, élégie dramatique, 1876
- Savitri, 1877

### Inne
- Gabriela, powieść (która ukazała się w odcinkach w piśmie: Perseveranza), 1866.